# Angelica e Medoro si congedano dai pastori che li hanno ospitati
Angelica e Medoro si congedano dai pastori che li hanno ospitati (anche noto semplicemente come Angelica e Medoro con i pastori) è un affresco eseguito da Giambattista Tiepolo, nella “Sala dell'Orlando furioso” di Villa Valmarana "Ai Nani".

## Descrizione
L'opera fa parte di una serie di quattro dipinti su muro, in cui vengono rappresentati altrettanti episodi relativi ad Angelica, la principale figura femminile del poema di Ludovico Ariosto. 
La scena illustra Angelica felice, seduta con il suo innamorato Medoro, un umile fante saraceno da lei curato e ormai guarito. I due stanno per lasciare l'umile capanna dei pastori presso i quali si erano fermati (una coppia di anziani coniugi, che l'artista raffigura vestiti con gli abiti del suo tempo), per andare nel regno di Angelica, in Catai. Medoro, riconoscente per l'ospitalità ricevuta, lascia ai pastori un “cerchio d’oro, adorno/ di ricche gemme”, ovvero l'anello che Orlando aveva donato ad Angelica come pegno del suo amore. Tempo dopo, nella capanna arriva il paladino, che capisce tutto dopo aver riconosciuto l'anello. Da quel momento perderà il senno, divenendo pazzo furioso.